# Ana Carolina (álbum)
Ana Carolina é o álbum de estreia da cantora e compositora brasileira Ana Carolina, lançado em 2 de novembro de 1999 pela BMG Brasil.
O álbum trouxe quatro composições autorais, faixas compostas por outros compositores como Antonio Villeroy, Paulinho Moska, John Ulhoa, Alvin L., entre outros. O álbum também apresenta regravações de canções de artistas renomados, como Chico Buarque e Lulu Santos. As faixas foram produzidas por Luciana David, Nilo Romero e Claudio Menezes. 
Três singles foram extraídos para a promoção do álbum nas rádios e na televisão. "Garganta", o primeiro single, foi lançado em 19 de agosto, tornando-se um sucesso imediato, figurando entre as primeiras posições nas rádios por semanas. "Tô Saindo", o segundo single, foi lançado em 15 de dezembro, recebendo menos execuções devido ao sucesso do single anterior. "Nada pra Mim", o terceiro e último single, foi lançado em 14 de maio de 2000, novamente alcançando o primeiro lugar nas rádios brasileiras. Para sua divulgação, a cantora se apresentou em vários programas de televisão e iniciou a digressão Ana Carolina ao Vivo.
O álbum teve recepção comercial também favorável, vendeu ao todo 250 mil cópias e conquistou certificações de platina pela ABPD. O álbum rendeu várias indicações e conquistas a vários prêmios desde o seu lançamento. Entre eles o Prêmio Multishow de Música Brasileira, Troféu Imprensa, Melhores do Ano. Além da indicação a "Melhor Álbum de Pop Contemporâneo Brasileiro" na primeira edição do Grammy Latino.

## Faixas
| Críticas profissionais | Críticas profissionais |
| Avaliações da crítica  | Avaliações da crítica  |
| Fonte                  | Avaliação              |
| ---------------------- | ---------------------- |
| Clique Music           | 2.5 de 5 estrelas.     |

| N.º            | Título                          | Compositor(es)                                   | Duração |  |
| 1.             | "Tô Saindo"                     | Antônio Villeroy                                 | 3:09    |  |
| 2.             | "Alguém me Disse"               | Evaldo Gouveia e Jair Amorim                     | 3:39    |  |
| 3.             | "Nada Pra Mim"                  | John Ulhoa                                       | 3:39    |  |
| 4.             | "Trancado"                      | Ana Carolina                                     | 3:43    |  |
| 5.             | "Armazém"                       | Ana Carolina                                     | 2:28    |  |
| 6.             | "Garganta"                      | Antônio Villeroy                                 | 3:36    |  |
| 7.             | "A Canção Tocou na Hora Errada" | Ana Carolina                                     | 4:15    |  |
| 8.             | "Tudo Bem"                      | Lulu Santos                                      | 3:06    |  |
| 9.             | "Agora ou Nunca"                | Arnaldo Antunes, Marcelo Fromer e Sérgio Britto  | 4:12    |  |
| 10.            | "O Melhor de Mim"               | Frejat, Paulinho Moska e Dulce Quental           | 3:54    |  |
| 11.            | "Retrato Branco e Preto"        | Chico Buarque e Tom Jobim                        | 3:25    |  |
| 12.            | "Perder Tempo Com Você"         | Alvin L.                                         | 3:26    |  |
| 13.            | "O Avesso dos Ponteiros"        | Ana Carolina                                     | 3:50    |  |
| 14.            | "Beatriz"                       | Chico Buarque e Edu Lobo                         | 3:48    |  |
| 15.            | "Tô Caindo Fora"                | Ana Carolina, Marilda Ladeira e Fernando Barreto | 3:45    |  |
| Duração total: | Duração total:                  | Duração total:                                   | 53:56   |  |

## Vendas e certificações
| Região                     | Certificação | Vendas  |
| -------------------------- | ------------ | ------- |
| Brasil (Pro-Música Brasil) | Platina      | 250,000 |